# Жизнь и один день
Жизнь и один день (перс. ابد و یک روز‎) — иранский драматический фильм 2016 года, сценарий и режиссёр — Саид Рустаи. Фильм впервые был показан на 34-м кинофестивале Фаджр, получил 10 номинаций и 7 наград.
В кинотеатрах Ирана был выпущен 16 марта 2016 года.

## Сюжет

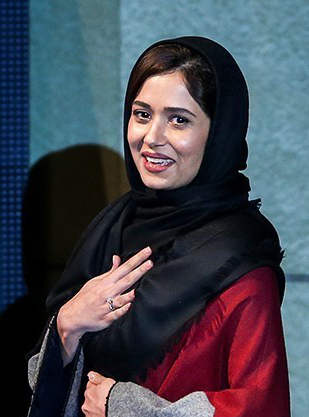
Париназ Изадьяр (Сомайе) на закрытии 34-го кинофестиваля Фаджр

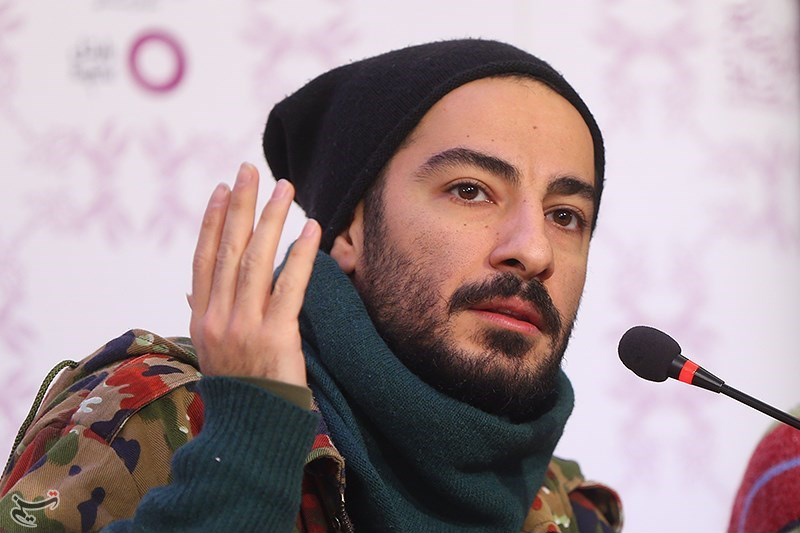
Навид Мохаммадзаде (Мохсен)

Сомайе, младшая дочь в бедной семье, собирается замуж (заключает временный брак с возможностью продления на постоянный), и каждого члена семьи охватывает страх относительно того, как справиться с трудностями после её ухода. Старший брат, бывший наркоман, пытается наладить работу семейного магазина и берёт деньги в долг у жениха сестры, афганца. Одна из сестёр с трудом воспитывает сына, другая — вдова, третья завидует Сомайе, так как та выходит замуж первой, хотя она младше, и работает на непрестижной работе, ухаживает за кошками-инвалидами. Средний брат, Мохсен, торгует наркотиками и употребляет их сам, при этом подчёркивает, что эти деньги помогают семье существовать, и даже попадает временно под арест, лишь по случайности и из заботы семьи оказавшись при этом без запрещённых веществ в кармане. Младший — школьник, у которого есть возможность перейти в школу для одарённых детей, усердно помогающий в семейном бизнесе. Мать семьи с трудом ходит, дочери, кроме Сомайе, мало ухаживают за ней, при этом она участвует в хранении наркотиков сына, за торговлю которыми в Иране полагается смертная казнь.
Сама Сомайе не любит своего жениха (она не разворачивает его подарки, много грустит, говорит всем, что ищет своё свидетельство о рождении, которое сама же и спрятала), но надеется на лучшую жизнь. Однажды перед сном она расспрашивает Мортезу о сроке в жизнь и один день; тот отвечает, что такой срок дают во избежание досрочного освобождения. В день свадьбы семья особенно много ссорится, Мохсен особо просит Сомайе остаться, хотя признаёт, что это может быть её единственным шансом — ведь другие могут не захотеть родниться с подобной семьёй. Мортеза отправляет Мохсена в реабилитационный центр (из предыдущего Мохсен сбежал). Сомайе решается уехать, но, случайно увидев по пути младшего брата, которому до этого по секрету говорила, что пытается лишь запугать всех вокруг, возвращается домой, не решившись оставить его.

## В ролях[5]
| Актёр                    | Роль                   |
| ------------------------ | ---------------------- |
| Пейман Маади             | Мортеза (старший брат) |
| Амир Салехян             | Амир                   |
| Навид Мохаммадзаде       | Мохсен (средний брат)  |
| Париназ Изадьяр          | Сомайе (младшая дочь)  |
| Рима Раминфар            | Шахназ                 |
| Ширин Язданбахш          | Мать                   |
| Ходжат Хасанпур Саргаруи | Джавад                 |
| Масоме Рахмани           | Лейла                  |
| Мехди Горбани            | Навид                  |

## Приём

### Награды
| Год  | Награда                                       | Номинация                               | Получатель                                       | Результат | Ист.              |
| ---- | --------------------------------------------- | --------------------------------------- | ------------------------------------------------ | --------- | ----------------- |
| 2015 | 34-й Fajr International Film Festival         | Лучший фильм                            | Саид Малекан                                     | Номинация | [ 6 ] [ 7 ] [ 8 ] |
| 2015 | 34-й Fajr International Film Festival         | Лучший режиссёр                         | Саид Рустаи                                      | Победа    | [ 6 ] [ 7 ] [ 8 ] |
| 2015 | 34-й Fajr International Film Festival         | Лучший актёр                            | Пейман Маади                                     | Номинация | [ 6 ] [ 7 ] [ 8 ] |
| 2015 | 34-й Fajr International Film Festival         | Лучшая актриса                          | Париназ Изадьяр                                  | Победа    | [ 6 ] [ 7 ] [ 8 ] |
| 2015 | 34-й Fajr International Film Festival         | Лучшая женская роль второго плана       | Ширин Язданбахш                                  | Номинация | [ 6 ] [ 7 ] [ 8 ] |
| 2015 | 34-й Fajr International Film Festival         | Лучшая мужская роль второго плана       | Навид Мохаммадзаде                               | Победа    | [ 6 ] [ 7 ] [ 8 ] |
| 2015 | 34-й Fajr International Film Festival         | Лучший сценарист                        | Саид Рустаи                                      | Победа    | [ 6 ] [ 7 ] [ 8 ] |
| 2015 | 34-й Fajr International Film Festival         | Лучший монтажёр                         | Бахрам Дегани                                    | Победа    | [ 6 ] [ 7 ] [ 8 ] |
| 2015 | 34-й Fajr International Film Festival         | Лучший звукорежиссёр                    | Амин Миршекари и Алиреза Алавян                  | Номинация | [ 6 ] [ 7 ] [ 8 ] |
| 2015 | 34-й Fajr International Film Festival         | Лучший стилист                          | Саид Малекан                                     | Победа    | [ 6 ] [ 7 ] [ 8 ] |
| 2015 | 34-й Fajr International Film Festival         | Приз зрительских симпатий               | Саид Малекан                                     | Победа    | [ 6 ] [ 7 ] [ 8 ] |
| 2015 | Fajr International Film Festival (New Vision) | Лучший фильм                            | Саид Малекан                                     | Победа    | [ 6 ] [ 7 ] [ 8 ] |
| 2015 | Fajr International Film Festival (New Vision) | Лучший режиссёр                         | Саид Рустаи                                      | Победа    | [ 6 ] [ 7 ] [ 8 ] |
| 2016 | Hafez Awards                                  | Лучший фильм                            | Саид Малекан                                     | Победа    | [ 9 ]             |
| 2016 | Hafez Awards                                  | Лучший режиссёр                         | Саид Рустаи                                      | Номинация | [ 9 ]             |
| 2016 | Hafez Awards                                  | Лучшая актриса                          | Париназ Изадьяр                                  | Победа    | [ 9 ]             |
| 2016 | Hafez Awards                                  | Лучшая актриса                          | Шабнам Мохаддами                                 | Номинация | [ 9 ]             |
| 2016 | Hafez Awards                                  | Лучший актёр                            | Пейман Маади                                     | Номинация | [ 9 ]             |
| 2016 | Hafez Awards                                  | Лучший актёр                            | Навид Мохаммадзаде                               | Победа    | [ 9 ]             |
| 2016 | Hafez Awards                                  | Лучший сценарист                        | Саид Рустаи                                      | Победа    | [ 9 ]             |
| 2016 | Hafez Awards                                  | Лучшее художественное достижение        | Бахрам Дегани (монтаж)                           | Победа    | [ 9 ]             |
| 2016 | Hafez Awards                                  | Лучшее художественное достижение        | Саид Малекан (макияж)                            | Номинация | [ 9 ]             |
| 2016 | Hafez Awards                                  | Лучшее художественное достижение        | Амин Миршекари и Алиреза Алавян (звук)           | Номинация | [ 9 ]             |
| 2016 | Iran Cinema Celebration                       | Лучший фильм                            | Саид Малекан                                     | Номинация | [ 10 ]            |
| 2016 | Iran Cinema Celebration                       | Лучший режиссёр                         | Саид Рустаи                                      | Победа    | [ 10 ]            |
| 2016 | Iran Cinema Celebration                       | Лучший актёр                            | Пейман Маади                                     | Победа    | [ 10 ]            |
| 2016 | Iran Cinema Celebration                       | Лучшая мужская роль второго плана       | Навид Мохаммадзаде                               | Победа    | [ 10 ]            |
| 2016 | Iran Cinema Celebration                       | Лучший сценарист                        | Саид Рустаи                                      | Победа    | [ 10 ]            |
| 2016 | Iran Cinema Celebration                       | Лучший монтажёр                         | Бахрам Дегани                                    | Победа    | [ 10 ]            |
| 2016 | Iran Cinema Celebration                       | Лучший стилист                          | Саид Малекан                                     | Номинация | [ 10 ]            |
| 2016 | Iran Cinema Celebration                       | Лучший художник-постановщик             | Мохсен Насролахи                                 | Номинация | [ 10 ]            |
| 2016 | Iran Cinema Celebration                       | Лучший дизайн костюмов                  | Гхазале Мотамед                                  | Победа    | [ 10 ]            |
| 2016 | Iran Cinema Celebration                       | Лучший звукорежиссёр                    | Амин Миршекари                                   | Победа    | [ 10 ]            |
| 2016 | Iran Cinema Celebration                       | Лучший звукорежиссёр                    | Алиреза Алавян                                   | Номинация | [ 10 ]            |
| 2016 | Iranian Film Critics and Writers Association  | Лучший фильм                            | Саид Малекан                                     | Победа    | [ 11 ]            |
| 2016 | Iranian Film Critics and Writers Association  | Лучший режиссёр                         | Саид Рустаи                                      | Победа    | [ 11 ]            |
| 2016 | Iranian Film Critics and Writers Association  | Лучший сценарист                        | Саид Рустаи                                      | Победа    | [ 11 ]            |
| 2016 | Iranian Film Critics and Writers Association  | Лучший актёр                            | Пейман Маади                                     | Победа    | [ 11 ]            |
| 2016 | Iranian Film Critics and Writers Association  | Лучшая мужская роль второго плана       | Навид Мохаммадзаде                               | Победа    | [ 11 ]            |
| 2016 | Iranian Film Critics and Writers Association  | Лучшая актриса                          | Париназ Изадьяр                                  | Победа    | [ 11 ]            |
| 2016 | Iranian Film Critics and Writers Association  | Лучшая женская роль второго плана       | Ширин Язданбахш                                  | Номинация | [ 11 ]            |
| 2016 | Iranian Film Critics and Writers Association  | Лучшая женская роль второго плана       | Шабнам Мохаддами                                 | Номинация | [ 11 ]            |
| 2016 | Iranian Film Critics and Writers Association  | Лучшая операторская работа              | Али Табатабей                                    | Номинация | [ 11 ]            |
| 2016 | Iranian Film Critics and Writers Association  | Лучшая музыка к фильму                  | Омид Раес Дана                                   | Номинация | [ 11 ]            |
| 2016 | Iranian Film Critics and Writers Association  | Лучший монтажёр                         | Бахрам Дегани                                    | Номинация | [ 11 ]            |
| 2016 | Iranian Film Critics and Writers Association  | Лучший художник-постановщик             | Мохсен Насролахи                                 | Номинация | [ 11 ]            |
| 2016 | Iranian Film Critics and Writers Association  | Лучший дизайн костюмов                  | Гхазале Мотамед                                  | Номинация | [ 11 ]            |
| 2016 | Iranian Film Critics and Writers Association  | Лучший звукорежиссёр                    | Амин Миршекари и Алиреза Алавян                  | Номинация | [ 11 ]            |
| 2016 | Iranian Film Critics and Writers Association  | Премия за творчество и блестящий талант | (специальная награда для дебютантов)/Саид Рустаи | Номинация | [ 11 ]            |
| 2016 | Iranian Film Critics and Writers Association  | Лучшее техническое достижение           | Саид Малекан (макияж)                            | Победа    | [ 11 ]            |
| 2017 | Urban International Film Festival             | Лучший фильм                            | Саид Малекан                                     | Победа    | [ 6 ]             |
| 2017 | Urban International Film Festival             | Лучшая актриса                          | Париназ Изадьяр                                  | Номинация | [ 6 ]             |
| 2017 | Urban International Film Festival             | Лучший актёр                            | Навид Мохаммадзаде                               | Номинация | [ 6 ]             |
| 2017 | Urban International Film Festival             | Лучший режиссёр                         | Саид Рустаи                                      | Номинация | [ 6 ]             |
| 2017 | Urban International Film Festival             | Лучший сценарист                        | Саид Рустаи                                      | Номинация | [ 6 ]             |
| 2017 | Iranian Film Festival Australia               | Лучший фильм                            | Саид Малекан                                     | Победа    | [ 12 ]            |
| 2017 | Geneva International Film Festival            | Лучший фильм                            |                                                  | Победа    | [ 13 ]            |
| 2017 | Gijón International Film Festival             | Лучший фильм                            |                                                  | Победа    | [ 14 ]            |
| 2017 | Dhaka International Film Festival             | Лучший сценарист                        | Саид Рустаи                                      | Победа    | [ 14 ]            |

### Прочее
Иранский певец Sasy выпустил клип на песню Tehran Tokyo с участием порнозвезды Алексис Тексас; в песне звучит голос Навида Мохаммадзаде, строка из диалога, в котором он просит Сомайе не уходить. Певец, живущий в Калифорнии, и раньше считался представителями исламского государства нарушителем общественной морали; хотя порноактриса танцует «как все обычные люди», исламское государство вовсе запрещает женщинам танцевать и появляться на публике без хиджаба. После клипа произошло несколько арестов иранских деятелей культуры, связанных с Саси.